# Coreglia Antelminelli

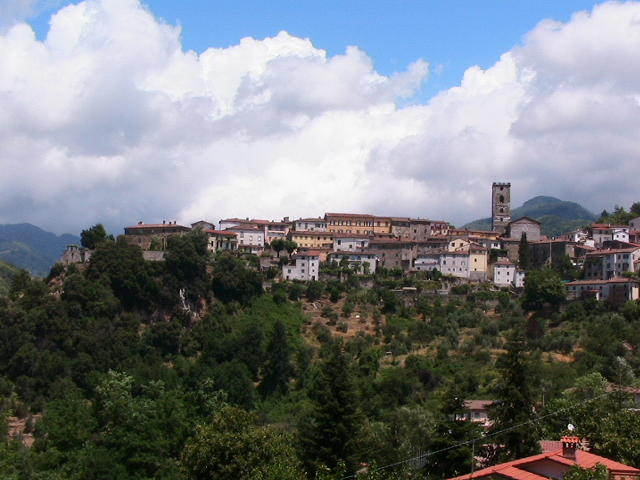

Coreglia Antelminelli is een gemeente in de Italiaanse provincie Lucca (regio Toscane) en telt 4983 inwoners (31-12-2004). De oppervlakte bedraagt 52,8 km², de bevolkingsdichtheid is 94 inwoners per km².
De volgende frazioni maken deel uit van de gemeente: Lucignana, Gromignana, Tereglio, Ghivizzano, Piano di Coreglia en Calavorno.

## Demografie
Coreglia Antelminelli telt ongeveer 2057 huishoudens. Het aantal inwoners daalde in de periode 1991-2001 met 1,1% volgens cijfers uit de tienjaarlijkse volkstellingen van ISTAT.
| Jaar | Inwoneraantal |
| ---- | ------------- |
| 1991 | 4866          |
| 2001 | 4813          |

## Geografie
De gemeente ligt op ongeveer 595 m boven zeeniveau.
Coreglia Antelminelli grenst aan de volgende gemeenten: Abetone (PT), Bagni di Lucca, Barga, Borgo a Mozzano, Fiumalbo (MO), Gallicano en Pievepelago (MO).
Altopascio · Bagni di Lucca · Barga · Borgo a Mozzano · Camaiore · Camporgiano · Capannori · Careggine · Castelnuovo di Garfagnana · Castiglione di Garfagnana · Coreglia Antelminelli · Fabbriche di Vallico · Forte dei Marmi · Fosciandora · Gallicano · Giuncugnano · Lucca · Massarosa · Minucciano · Molazzana · Montecarlo · Pescaglia · Piazza al Serchio · Pietrasanta · Pieve Fosciana · Porcari · San Romano in Garfagnana · Seravezza · Sillano · Stazzema · Vagli Sotto · Vergemoli · Viareggio · Villa Basilica · Villa Collemandina
1. ↑  https://demo.istat.it/?l=it.